# Dubovka (Neveklov)
Dubovka je malá vesnice, část města Neveklov v okrese Benešov. Nachází se asi 1,5 km na východ od Neveklova. V roce 2009 zde bylo evidováno 14 adres.
Dubovka leží v katastrálním území Neveklov o výměře 8,73 km².

## Historie
První písemná zmínka o vesnici pochází z roku 1578.
Za druhé světové války se tehdejší ves stala součástí vojenského cvičiště Zbraní SS Benešov a její obyvatelé se museli 31. prosince 1943 vystěhovat.